# Fensi grejvjard
Fensi grejvjard (izvorno Fancy graveyard) jest hardkor metal bend iz Gornjeg Milanovca.

## Istorijat
Bend je osnovan jula meseca 2003. godine. Bend je u više navrata menjao članove pa se pravac menjao od hardkora do det metala. Bend uglavnom nastupa sa lokalnim bendovima u Gornjem Milanovcu i Čačku. Jedan od zapaženijih nastupa je u čačanskom klubu „Barum barum” sa bendovima Sakramental blod (Beograd), Embriotomi (Makedonija), Liter infekšon (Čačak)... Nakon toga bend prestaje sa radom sve do 2013. godine, kad se u novoj postavi pojavljuje da obeleži deset godina postojanja.